# Encarsia americana
Encarsia americana is een vliesvleugelig insect uit de familie Aphelinidae. De wetenschappelijke naam is voor het eerst geldig gepubliceerd in 1981 door DeBach & Rose.